# Wawona
Wawona é uma comunidade não-incorporada localizada totalmente dentro do Parque Nacional de Yosemite, no condado de Mariposa, na Califórnia, Estados Unidos. Possui aproximadamente 160 residentes.